# Brahe Djäknar
Brahe Djäknar är en finlandssvensk studentkör vid Åbo Akademi, allmänt känd som BD. Kören är grundad år 1937 och uppehåller ett aktivt samarbete med sin systerkör Florakören.
BD:s lystringssång, "Stig stark du sång", är skriven av John Rosas, som dirigerade kören fram till år 1955, då Gottfrid Gräsbeck tog över. 1991 övertog Ulf Långbacka posten som dirigent. Han var tjänstledig läsåret 2000-2001 och vikarierades av Heikki Seppänen. År 2010 var Långbacka engagerad med att skriva opera och kören dirigerades av Martin Segerstråle. Från och med 1.1.2023 dirigeras kören av Hanna Kronqvist.
Kören är mest känd för sina årliga adventskonserter i Åbo domkyrka tillsammans med Florakören och Akademiska orkestern, samt för sin vårkonsert i samband med valborgsfirandet på Vårdberget. Dessa har i många år sänts i radio respektive television.
BD turnerar flitigt både inom landet och utomlands, ensam eller tillsammans med Florakören. Under de senaste åren har kören besökt bland annat USA och Kanada 2005, Norge 2006, Italien 2007 i samband med körens 70-årsjubileum, Polen 2008 samt Frankrike och Spanien 2009. Hösten 2010 reste kören tillsammans med Florakören till Österrike och Slovenien och gav konserter i Ljubljana, Graz och Vorau.
Under körtävlingen och -festivalen Tampereen Sävel i Tammerfors i juni 2009 var BD en av de endast två manskörer som tog guld. Kören belönades med två guldstämplar och 800€ i prispengar.
Verksamhetsåret 2011 deltog kören i Ulf Långbackas nyskrivna opera Henrik och Häxhammaren som hade premiär på Åbo Slotts gård. I maj 2012 firade kören sitt 75-årsjubileum och åkte på hösten på jubileumsturné till Japan.

## CD-skivor
- BD Classics (2007), ursprungligen vinylskivor utgivna 1962, -66 och -72
- Åbo Akademis Kantater (1987)
- Somnium Monachi (1992)
- Ave Maria (1993)
- Skål i öl och Brännvin (1995)
- Live in America (1998)
- Julkonsert (2000)
- Goda råd till dem som lever ett dåligt liv (2003)
- Vintern rasat (2007)
- Live 2000 - 2011 (2012)
- Advent (2012) (tillsammans med Florakören)